# Marcin Jóźwik
Marcin Jóźwik (ur. 2 sierpnia 1967 w Białymstoku) – polski lekarz specjalizujący się w zakresie uroginekologii, onkologii ginekologicznej oraz ginekologii operacyjnej i endoskopowej, profesor nauk medycznych, kierownik Katedry Ginekologii i Położnictwa Wydziału Lekarskiego Collegium Medicum Uniwersytetu Warmińsko-Mazurskiego w Olsztynie (od 2014), profesor zwyczajny UWM.

## Życiorys
Studiował medycynę na Akademii Medycznej w Białymstoku oraz na Uniwersytecie w Montpellier we Francji – jako stypendysta Programu Wspólnoty Europejskiej TEMPUS. Dyplom lekarza uzyskał w 1993 na Akademii Medycznej w Białymstoku. Na tej samej uczelni został doktorem (1998) i doktorem habilitowanym nauk medycznych (2003). W 2009 otrzymał tytuł profesora nauk medycznych.
Specjalizacje lekarskie w zakresie położnictwa i ginekologii I-go (1997) i II-go (2000) stopnia uzyskał z wyróżnieniem w Klinice Ginekologii Akademii Medycznej w Białymstoku. Specjalizację szczegółową w zakresie ginekologii onkologicznej uzyskał w Klinice Ginekologii i Położnictwa Szpitala Uniwersyteckiego w Aalen, Uniwersytetu w Ulm w Niemczech. Jako laureat stypendium Fundacji na rzecz Nauki Polskiej prowadził (1999) badania nad nowatorskimi metodami chirurgicznej naprawy nietrzymania moczu w Centrum do Walki z Rakiem Val d’Aurelle w Montpellier we Francji. Jako stypendysta Programu Fulbrighta prowadził (2001-2002) na Uniwersytecie Stanowym Kolorado w Fort Collins w USA badania z zakresu biologii molekularnej dotyczące funkcjonowania łożyska. Dorobek naukowy (2018) obejmuje ponad 150 prac opublikowanych w czasopismach polskich i międzynarodowych.
Członek grupy eksperckiej Ministerstwa Nauki i Informatyzacji (2004-2006) oceniającej wnioski o finansowanie projektów w ramach Sektorowego Programu Operacyjnego. Rozporządzeniem Ministra Nauki (2005) powołany na członka Zespołu Ministerstwa Nauki i Szkolnictwa Wyższego do spraw Stypendiów (2006-2008).
W latach 2006–2014 pracując w niemieckich szpitalach klinicznych Uniwersytetu w Ulm i Uniwersytetu w Ratyzbonie odbył treningi i szkolenia w zakresie wykorzystania mało inwazyjnych technik endoskopowych podczas operacji nowotworów kobiet oraz podczas chirurgicznej naprawy nietrzymania moczu i obniżenia narządów miednicy mniejszej. Popularyzator i nauczyciel leczenia uroginekologicznego i onkologicznego na drodze laparoskopowej w Polsce.
Członek polskich i zagranicznych stowarzyszeń naukowych: Polskiego Towarzystwa Ginekologii Onkologicznej, Polskiego Towarzystwa Ginekologicznego, niemieckiego Towarzystwa Endoskopii Ginekologicznej(Arbeitsgemenischaft Gynäkologische Endoskopie) oraz niemieckiego Towarzystwa Uroginekologii i Plastycznej Rekonstrukcji Dna Miednicy (Arbeitsgemeinschaft für Urogynäkologie und plastische Beckenbodenrekonstruktion). Członek Komisji Edukacji Europejskiego Stowarzyszenia Uroginekologicznego (EUGA). Współzałożyciel i pierwszy prezes (2014-2017) Polskiego Towarzystwa Uroginekologicznego.

## Odznaczenia
- Srebrny Krzyż Zasługi (2019)[14]